# Casupá
Casupá è un comune dell'Uruguay, situato nel Dipartimento di Florida.